# Chi Youngia
Youngia (Hoàng nương) là một chi thực vật có hoa trong họ Cúc (Asteraceae). Tên gọi Hoàng nương còn được dùng cho chi Crepis, với các tên gọi khác trong tiếng Việt là Sâm hoàn dương hay Cải đồng.

## Loài
Chi Hoàng nương (Youngia) gồm các loài: